# FC St. Gallen
A Fussballclub St. Gallen 1879 egy svájci labdarúgócsapat Sankt Gallen városából. A klubot 1879-ben alapították, amellyel a legrégibb svájci csapat.

## Játékoskeret
2024. augusztus 19. szerint:
| #  |     | Poszt | Név                                                 |
| -- | --- | ----- | --------------------------------------------------- |
| 1  | GHA | K     | Lawrence Ati-Zigi                                   |
| 3  | GHA | V     | Musah Nuhu                                          |
| 4  | CRO | V     | Jozo Stanić                                         |
| 5  | GHA | V     | Stephan Ambrosius                                   |
| 7  | SUI | KP    | Christian Witzig                                    |
| 8  | ESP | KP    | Jordi Quintillà                                     |
| 9  | FRA | CS    | Willem Geubbels                                     |
| 10 | COD | CS    | Chadrac Akolo                                       |
| 11 | GUI | CS    | Moustapha Cissé (kölcsönben az Atalanta csapatától) |
| 13 | SUI | KP    | Gregory Karlen                                      |
| 14 | CMR | KP    | Noah Yannick                                        |
| 15 | MLI | V     | Abdoulaye Diaby                                     |
| 16 | GER | KP    | Lukas Görtler                                       |
| 18 | SUI | CS    | Felix Mambimbi                                      |

| #  |     | Poszt | Név                                                 |
| -- | --- | ----- | --------------------------------------------------- |
| 20 | AUT | V     | Albert Vallci                                       |
| 22 | GER | V     | Konrad Faber                                        |
| 23 | KOS | KP    | Betim Fazliji                                       |
| 24 | SUI | KP    | Bastien Toma                                        |
| 25 | GER | K     | Lukas Watkowiak                                     |
| 30 | ESP | KP    | Víctor Ruiz                                         |
| 33 | SUI | V     | Isaac Schmidt                                       |
| 35 | GER | K     | Bela Dumrath                                        |
| 36 | GER | V     | Chima Okoroji                                       |
| 63 | SUI | KP    | Corsin Konietzke                                    |
| 64 | SRB | KP    | Mihailo Stevanović                                  |
| 77 | HUN | CS    | Csoboth Kevin                                       |
| 90 | SRB | CS    | Jovan Milošević (kölcsönben a Stuttgart csapatától) |

## Sikerek
Swiss Super League
- Bajnok (2): 1903-04, 1999-2000

Svájci Kupa
- Győztes (1): 1968–69

Svájci Ligakupa
- Győztes (1): 1977–78

Swiss Challenge League
- Győztes (3): 1970-71, 2008-09, 2011-12